# Winnipeg (fiume)
Il fiume Winnipeg  è un fiume del Canada lungo 320 chilometri. Nasce dal lago dei Boschi, di cui è il principale emissario, e scorre fino a sfociare nel lago Winnipeg, di cui è uno dei principali immissari. Vi si immette il fiume English.